# Ingo Saager
Ingo Saager (* 26. November 1968 in der DDR) ist ein ehemaliger deutscher Fußballtorhüter.

## Sportliche Laufbahn

### Gemeinschafts-, Club- und Vereinsstationen
Ingo Saager begann 1976 bei Motor Holzhausen organisiert mit dem Fußball und wurde zwei Jahre später in die Jugendabteilung des 1. FC Lokomotive Leipzig delegiert. 1987 rückte er als Nummer 3 hinter Nationaltorwart Rene Müller und Maik Kischko in den Oberliga-Kader des 1. FC Lok auf. Angesichts der Leistungsstärke Müllers kann der Junioren- und Nachwuchsauswahltorwart jedoch nach dem Übergang in den Männerfußball der DDR seine vorhandenes Talent zunächst allein in der drittklassigen Bezirksliga zeigen.
Zu seinen ersten Punktspieleinsätzen für Lok kam er somit erst nach Müllers Weggang zum FC Sachsen Leipzig in der Saison 1990/91. Er erreichte mit seiner Mannschaft in dieser Spielzeit das Halbfinale des NOFV-Pokals, in dem Lok nach Elfmeterschießen am späteren Sieger Hansa Rostock scheiterte, schaffte aber mit dem Team die Qualifikation für die Premierensaison der nun gesamtdeutschen 2. Bundesliga.
Nach dem Aufstieg verpflichtete der mittlerweile in VfB Leipzig umbenannte Klub den ungarischen Ex-Nationaltorwart Péter Disztl. Somit entstand ein Dreikampf zwischen Saager, Kischko und Distzl. Konsequenz dessen war, dass Kischko in dieser Saison das Tor hüten durfte, Saager auf der Bank Platz nahm und Disztl den Verein nach nur einem Jahr schon wieder verließ. Saager kam in den beiden Zweitligaspielzeiten lediglich zu einem Einsatz und blieb auch nach dem 1992/93 erreichten Aufstieg in die Bundesliga Reservist. Erst am 33. Spieltag des Spieljahres 1993/94, als die Messestädter schon sicher abgestiegen waren, kam es zum abgesprochenen Wechsel im Tor, so dass er gegen den SC Freiburg sein Bundesligadebüt feierte. Das Spiel ging zwar mit 0:1 verloren, doch er parierte einen Strafstoß von Rodolfo Cardoso und der Kicker benotete seine Leistung mit einer 2,5, der Bestnote im Leipziger Team. Nachdem sich Kischko für das letzte Spiel gegen Bayer 04 Leverkusen verletzt hatte, kam Saager bei der 2:3-Niederlage zu einem weiteren Bundesligaeinsatz.
Nach dieser Saison war er auch in der 2. Liga weiterhin hinter Kischko Ersatzkeeper und wechselte daher letztendlich 1995 in die Regionalliga Nordost zum Stadtrivalen FC Sachsen Leipzig. Es gelang ihm aber nicht mehr in den bezahlten Fußball zurückzukehren, 1997 wechselte er zum Ligakonkurrenten FSV Lok/Altmark Stendal, bevor er ab 1999 seine Karriere beim Verbandsligisten TuS Schwarz-Weiß Bismark ausklingen ließ.

### Auswahleinsätze
Bereits in der Altersklasse U-16 trat er für die DDR-Jugendauswahl an. Bei der U-16-EM 1985 in Ungarn belegte Saager mit dem ostdeutschen Team den 4. Rang. In zwölf Partien hütete er für diese Mannschaft das Tor.
Ab November 1985 – sein Debüt gab er bei einem 2:0-Testspielsieg in Kahla gegen die ČSSR – wurde der Lok-Torwart in der DDR-U-18 eingesetzt. Mit der Juniorennationalelf belegte Saager im Sommer 1986 bei den Jugendwettkämpfen der Freundschaft in Nordkorea den Bronzerang. Im Herbst 1986, deshalb schon als U-19 antretend, gewann die DDR-Auswahl unter Trainer Eberhard Vogel den Junioren-EM-Titel. Saager, der zum Aufgebot in Jugoslawien zählte, musste in den drei Endrundenspielen Holger Hiemann vom FC Karl-Marx-Stadt den Vortritt lassen.
1987 nahm Saager mit seinen Lok-Mannschaftskameraden Matthias Zimmerling und Torsten Kracht mit der U-20-Auswahl der DDR an der Junioren-Weltmeisterschaft in Chile teil. Er übernahm dabei nach dem ersten Gruppenspiel die Position Hiemanns im Tor und stand beim Erreichen des 3. Platzes in fünf der sechs Partien in der Startaufstellung, wobei im kleinen Finale beim siegreichen Elfmeterschießen wieder der FCK-Torsteher nach der Auswechslung Saagers zwischen Pfosten stand. Das Fachblatt fuwo urteilte mit Blick auf seine Leistungen bei der Endrunde: „Mit glänzenden Reaktionen auf der Linie und klugem Stellungsspiel vereitelte er viele gegnerische Chancen. Spielte immer klug mit, auch bei der praktizierten Abseitsfalle.“ Obwohl ohne Oberligaerfahrung wurde Saager im Herbst 1989 in einem Testspiel der DDR-U-21-Nationalelf eingesetzt. Beim 5:0-Sieg auf Malta ersetzte der Lok-Schlussmann zur Halbzeit den Stammkeeper Oskar Kosche vom BFC Dynamo im DDR-Tor.

### Erfolge
- 1987: 3. Platz bei der U-20-Weltmeisterschaft 1987
- 1991: Aufstieg in die 2. Bundesliga
- 1993: Aufstieg in die 1. Bundesliga